# Modèle statistique
Un modèle statistique est une description mathématique approximative du mécanisme qui a généré les observations, que l'on suppose être un processus stochastique et non un processus déterministe. Il s’exprime généralement à l’aide d’une famille de distributions (ensemble de distributions) et d’hypothèses sur les variables aléatoires X1, . . ., Xn. Chaque membre de la famille est une approximation possible de F : l’inférence consiste donc à déterminer le membre qui s’accorde le mieux avec les données.
Les types principaux : modèle linéaire, modèle linéaire généralisé, modèle multi-niveau (en), modèle d'équation structurelle, modèle mixte.

## Structure d'un modèle statistique
Un modèle :
- est une représentation idéalisée de la réalité ;
- fait des hypothèses explicites sur les processus étudiés ;
- ces hypothèses peuvent être fausses ;
- permet un raisonnement abstrait.

## Évaluation et comparaison d'un modèle statistique
Un bon modèle est un bon compromis entre :
- description juste de la réalité (paramètres nombreux, hypothèses correctes) ;
- facilité de manipulation mathématique ;
- production de solutions proches de l'observation.

Ceci peut être confirmé à l'aide d'analyse exploratoire des données de test d'hypothèse. Des modèles différents peuvent être comparés via le rapport de vraisemblance.